# Ignacio María Barriola Irigoyen
Ignacio María Barriola Irigoyen (San Sebastián 1906- ibidem 1998) fue un médico cirujano del aparato digestivo, escritor y creador del Patronato de Educación Superior de Guipúzcoa (España) en 1963 de donde surgió la Universidad del País Vasco en Guipúzcoa. Un edificio de dicha Universidad lleva su nombre.

## Biografía y trayectoria profesional
Nació en San Sebastián en 1906 y realizó la carrera de medicina en las Universidades de Salamanca y Madrid donde se licenció en 1928.
Se especializó en gastropatología con Juan Madinaveitia, aprendiendo los procederes quirúrgicos de la especialidad con Luis Urrutia y en 1929 inició su actividad clínica en el Hospital civil San Antonio Abad de San Sebastián. En la década de 1930 completó su formación médica en París, Heildeberg y Colonia y en 1933 se trasladó al Instituto Radio Quirúrgico de San Sebastián (actual Onkologikoa). En 1936 culminó la tesis doctoral en la Universidad de Madrid titulada extirpación del cáncer rectal por vía sacra. Posteriormente ejerció su labor clínica en la Clínica de las Mercedes hasta su jubilación. 
En la década de 1930 publicó un elevado número de libros y artículos sobre historia de la Medicina, entre los que se incluye la primera monografía sobre medicina popular vasca.
Comprometido políticamente con el nacionalismo vasco, formó parte de la denominada red Sautu  que permitió el envío de una gran cantidad de información al Gobierno Vasco en el exterior entre 1937 y 1940, que fue transmitida al ejército francés hasta que los nazis tomaron París y encarcelaron a la mayoría de los miembros de la Red, incluido Barriola. Fue juzgado el 3 de julio de 1941 y condenado a muerte. Fue juzgado nuevamente en 1942 y sentenciado a 12 años de prisión. Quedó en libertad el 17 de noviembre de 1943.
Presidió la Academia Médico Quirúrgica de Guipúzcoa en 1957, el Colegio de Médicos entre 1978 y 1993, y fue director de la Real Sociedad Bascongada de Amigos del País en 1983.
Fue nombrado presidente de honor de la Sociedad Vasca de Historia de la Medicina y en 1993 la Universidad del País Vasco le otorgó la medalla de oro por la creación de la Universidad en Guipúzcoa.

## Publicaciones
Las publicaciones más destacadas fueron las siguientes:
El enigma de la muerte de Napoleón, San Sebastián, Distribuidora del Norte, 1950;
La medicina popular en el País Vasco, San Sebastián, Biblioteca Vascongada de los Amigos del País, 1952;
Los Amigos del País y la medicina, San Sebastián, Biblioteca Vascongada de los Amigos del País, 1963; 
19 condenados a muerte, Bilbao, Ediciones Vascas, 1978;
El curandero Petriquillo, Salamanca, Instituto de Historia de la Medicina- Universidad de Salamanca, 1983;
Gestiones guipuzcoanas por una universidad oficial en el País Vasco, Bilbao, Universidad del País Vasco, 1985; 
Crónica de mi vida y entorno, San Sebastián, Seminario de Historia de la Medicina Vasca, 1994.